# Богушевский район
Богушевский район (бел. Багушэўскі раён) — административно-территориальная единица в составе Белорусской ССР, существовавшая в 1924—1931 и 1935—1960 годах. Центр — местечко (с 1938 — городской посёлок) Богушевск.

## История
Богушевский район был образован в 1924 году в составе Оршанского округа. По данным 1926 года имел площадь 778 км², население — 33,0 тыс. чел. В 1930 году, когда была упразднена окружная система, Богушевский район перешёл в прямое подчинение БССР. В 1931 году район был упразднён.
Восстановлен в 1935 году в прямом подчинении Белорусской ССР. В январе 1938 года с введением областного деления включён в состав Витебской области.
По данным на 1 января 1947 года район имел площадь 1,0 тыс. км². В его состав входили городской посёлок Богушевск и 12 сельсоветов: Будский, Замосточский, Застодольский, Клюковский, Коковчинский, Ледневичский, Мокшанский, Новосельский, Осиновский, Остапенский (центр — д. Песочанка), Стайковский, Старобобыльский.
Численность населения по переписи 1959 года — 31 941 человек.
20 января 1960 года Богушевский район был упразднён, а его территория разделена между Витебским, Оршанским и Сенненским районами.
В состав Сенненского района переданы сельсоветы Заборовский, Застодольский, Коковчинский, Ледневичский, Мошканский, Новосельский, Остапенский и городской поселок Богушевск с подчиненными поселковому Совету населенными пунктами.
В состав Оршанского района — Клюковский и Стайковский сельсоветы.
В состав Витебского района — Замосточский и Осиновский сельсоветы.